# Plateau d'Oïmiakon

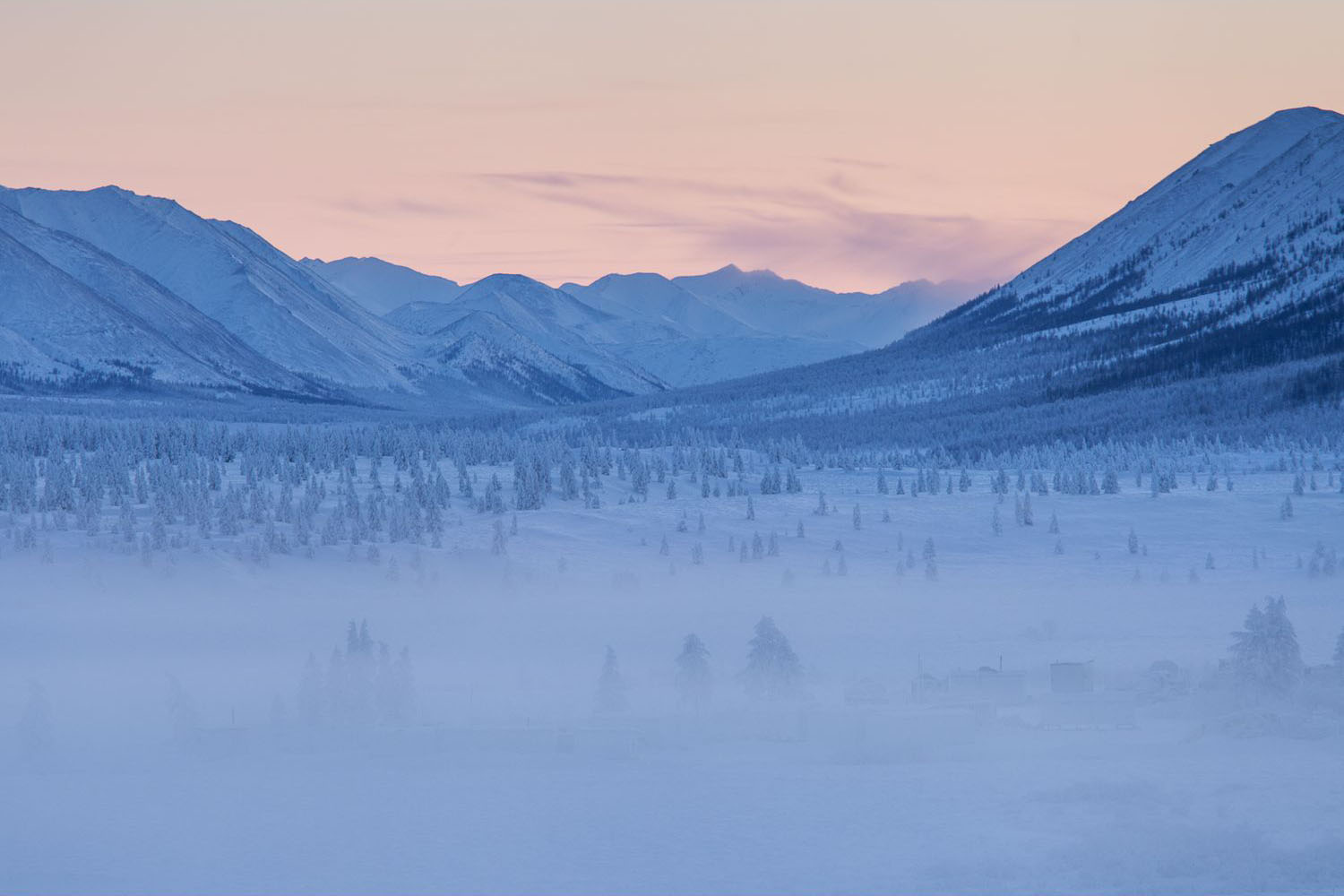
Panorama sur le plateau d’Oïmiakon.

Le plateau d’Oïmiakon est une région du Nord-est de la Sibérie. On y a enregistré, comme à Verkhoïansk, les records de froid de l'hémisphère nord.

## Géographie
Le plateau d'Oïmiakon est limitrophe de la république de Sakha (Iakoutie), à environ 600-700 km au Nord-est de la capitale Iakoutsk. Il s'y trouve la ville d'Oïmiakon, pôle de froid des régions habités.
Ce plateau consiste en une chaîne de montagne encaissée à l'est entre la chaîne des monts de Verkhoïansk, ou de ses contreforts méridionaux, les monts Sountar-Khayata culminant à 2 959 m à l'ouest et des monts Tcherski (à 3 003 m d'altitude), et qui se prolonge au nord-ouest par de nombreuses montagnes et chaînes de montagne. Ce massif assure la transition entre les hautes montagnes et les confins du Sakha.
Ce plateau est entaillé par la vallée de l'Indiguirka. À 150 km à l'ouest de ce plateau se dresse le point culminant des monts de Verkhoïansk – le Mous-Khaïa.

## Températures

### Aperçu
Quoique le plateau d’Oïmiakon soit à près de 3 000 km du Pôle Nord géographique, on y enregistre les plus basses températures du monde habité. Cela tient à la conformation du plateau : celle d'un U dont la concavité est orientée au Nord-ouest, encaissé entre les deux chaînes de montagnes sus-mentionnées, et terminé au sud par les contreforts de ces deux chaînes. Il se forme dans les vallées sud-est du plateau une discontinuité d'air froid, favorisée par la présence de courants d'air arctique, qui s’engouffrent dans cet immense cirque en soufflant du Nord-ouest, et les courants d'air sec s’accompagnent de températures extrêmement basses. Ce climat glacial est d'autant plus accentué que la côte de l’Atlantique est éloignée, car dans l’hémisphère nord les conditions météorologiques sont surtout dictées par le régime des vents d'ouest, de sorte que l'influence océanique est insensible ; et le Pacifique, malgré sa relative proximité, ne vient modérer qu'à peine ce climat continental.

### Pôle de froid du monde habité
C’est sur le plateau d’Oïmiakon que se trouve le pôle de froid du monde habité, et aussi la région de Russie où l’on a enregistré les températures les plus froides ; les plus basses températures surviennent aux mois de janvier et de février :
- 6 février 1933 : −67,8 °C (station météorologique d’Oïmiakon[2] (même valeur qu’à Verkhoïansk, où ces extrêmes ont été atteints les 5 et 7 février 1892)
- Hiver 1938 : −77,8 °C (station météorologique d’Oïmiakon)[1], valeur non-accréditée par l’OMM.

On n’a enregistré de températures plus basses sur Terre qu’au pôle Sud et sur la Base antarctique Vostok russe dans l’est Antarctique, région complètement couverte de glaciers, qui n’est peuplée que de chercheurs.